# Великий Фішергорн
Великий Фішергорн (нім. Grosse Fiescherhorn) — це гора висотою 4 049 м.н.м. в Бернських Альпах, розташована на межі кантонів Берн, Вале. Ця вершина домінує над масивом Фішергорн та є найвищою з трьох Фішергорнів:
- Великий Фішергорн (4 049 м.н.м.)
- Задній Фішергорн (4 025 м.н.м.)
- Малий Фішергорн, також відома як Окс (нім. Ochs) (3 895 м.н.м.)

Однак з північного боку інші дві вершини добре сховані за іншими горами і їх видно тільки від селища Грінделвальд (1 034 м.н.м.).
Завдяки її висоті та хорошій доступності всередині Бернських Альп, гора є важливою оглядовою точкою, а наприкінці зими також і для лижного альпінізму.

## Опис

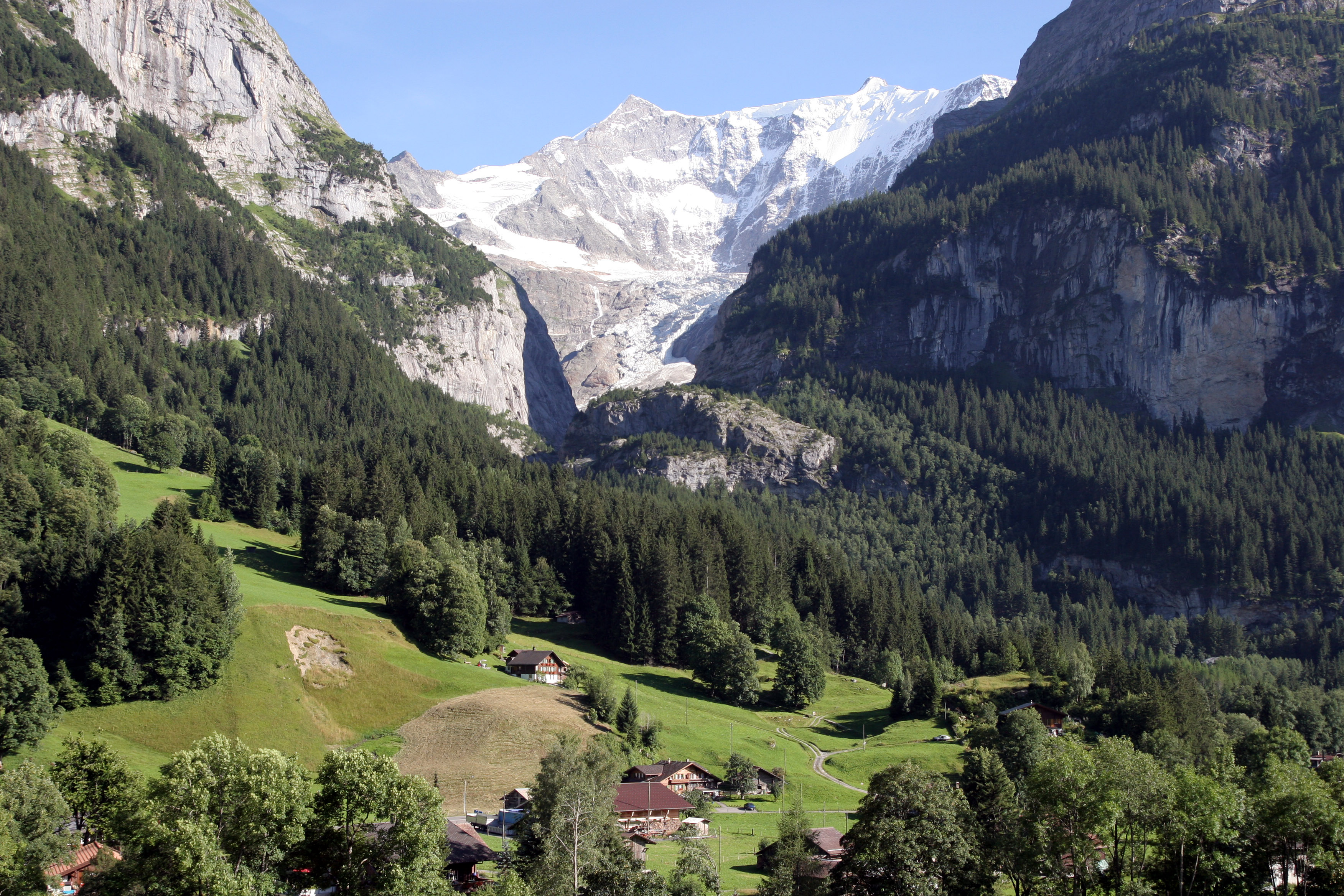
Вид від селища Грінделвальд на Великий Фішергорн (справа) та Окс (зліва) з льодовиком Нижній Грінделвальд

Від вершини на північний захід, схід та південний схід відходять виражені кряжі; по головній гряді, яка йде з заходу на схід проходить кордон між швейцарськими кантонами Берн з півночі та Вале з півдня. З півночі масив обривається стіною Фішер висотою 1250 метрів та шириною 4 км, аж до льодовика Ішмеер.
Територія довкола Фішергорнів з усіх боків оточена фірнами та льодовиками: з півночі є Ішмеер (нім. Ischmeer), зі сходу Валійський Фішерфірн, а з півдня та заходу Поле вічного снігу (нім. Ewigschneefäld). Найближчі гори розташовані: з заходу — відділена сідловиною Нижній Менхсйох (3 523 м.н.м.) гора Менх (4 107 м.н.м.); зі сходу — прямо по кряжу невіддільно примикає Окс (Малий Фішергорн); з півдня — відділена Фішерсаттель (3 923 м.н.м.) примикає Задній Фішерсгорн, а трохи далі — гори Малий та Великий Грюнхорн з висотою 3 913 м.н.м. та 4 044 м.н.м. відповідно.
Найближчими поселенням до гори є (по прямій лінії) Грінделвальд (8 км).

## Альпінізм

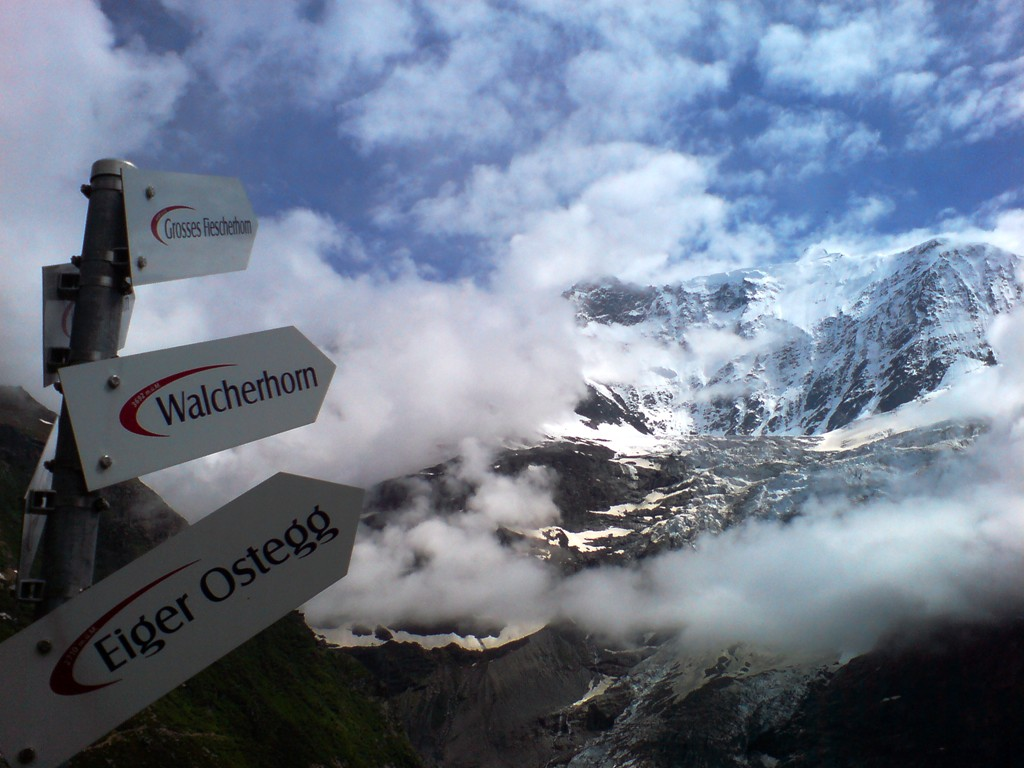
Стіна Фішер від Берегг

### Історія підкорення
Перше сходження на гору відбулося по південно-західній гряді. Його здійснили Х. Б. Джордж, Крістіан Альмер, Ульріх Кафман та Адольф Ворбертон Мур 23 липня 1862 року..
Сходження по північній стороні гори вперше відбулося в 1926 році — 13 серпня В.Амштутц та П.фон Шумахер досягли вершини після 15-годинного підйому по північному хребту, який є північним кінцем стіни Фішер.
Перший підйом безпосередньо по стіні Фішер здійснили В. Вельценбах та Х.Тільман в 1930 році. Вельценбах був досвідченим альпіністом, який не погоджувався з поширеною в його час думкою, що підйом по стіні Фішер неможливий. В 1929 році вони піднялися по північному хребту лише за 8,5 годин.. А 5 вересня 1930 року вони піднялися прямо по стіні Фішер і досягли вершини через 12 годин.

### Маршрути
Всі маршрути на Великий Фішергорн належать до категорії складних високогірних, сходження за якими можливо здійснювати лише з належним спорядженням та досвідом. Маршрут першопрохідців сьогодні не використовується.
Сучасний стандартний маршрут (найлегший підйом) веде від Фішерсаттеля по південно-східному кряжу. Вихідними точками для нього слугують: або гірський прихисток нім. Mönchsjochhütte (3 627 м.н.м.) з заходу, або гірський прихисток нім. Konkordiahütte (2 850 м.н.м.) з півдня, (з них обох підйом займає бл. 6 годин), або гірський прихисток нім. Finsteraarhornhütte (3 048 м.н.м.) з північного сходу (від нього шлях по Валійському Фішшерфірну займає бл. 5½ години). Маршрутам встановлено важкість від WS до WS+ (маршрути по вічному снігу з нахилом до 50°) за шкалою SAC. Надзвичайно важкими (важкість AS) вважаються всі маршрути по північній стіні Фішер, оскільки там існує загроза лавини та каменепаду.